# 81P/Wild 2
81P/Wild 2 ist ein kurzperiodischer Komet, der nach dem Schweizer Astronomen Paul Wild benannt ist, von dem er am 6. Januar 1978 entdeckt wurde. Der Komet wurde im Januar 2004 von der NASA-Raumsonde Stardust untersucht.

## Umlaufbahn
Man glaubt, dass Wild 2 während seiner mehr als 4,5 Milliarden Jahre dauernden Existenz eine weitere und weniger exzentrische Umlaufbahn hatte als heute. Nachdem er sich im Jahre 1974 auf rund 0,006 AE an den Planeten Jupiter näherte, beeinflussten dessen starke Gravitationskräfte die Umlaufbahn des Kometen. Infolge dieser Bahnstörung wurde er ins innere Sonnensystem umgelenkt: Seine Umlaufzeit verkürzte sich von vierzig auf ungefähr sechs Jahre, und seine Periheldistanz wurde von rund 5 AE auf nur 1,60 AE verringert. Das Aphel seiner Umlaufbahn beträgt seitdem 5,30 AE und seine Bahnneigung 3,24°.

## Raumsonde Stardust
Wild 2 wurde am 2. Januar 2004 von der Raumsonde Stardust untersucht. Sie sammelte Partikelproben aus der Koma und brachte diese am 15. Januar 2006 zur Untersuchung auf die Erde. Damit war es erstmals möglich, Material von einem Kometen, das sich seit der Entstehung des Sonnensystems kaum verändert haben dürfte, direkt in Laboren zu untersuchen. Eine Untersuchung des Kometenstaubs durch A'Hearn, Brownlee et al., Keller et al. und Zolensky et al. und zusammengefasst durch Vivien Gornitz in den „Mineral News“ im Januar 2007 ergab, dass der Staub die Minerale Anorthit, Cubanit, Diopsid, Eisen, Enstatit (auch Orthoenstatit), Esseneit, Forsterit, Gehlenit, Klinoenstatit, Korund, Osbornit, Pentlandit, Perowskit, Pyrrhotin, Roedderit und Spinell enthält.
Nach weiteren Untersuchungen konnten 2009 auch mikroskopische Spuren der Aminosäure Glycin nachgewiesen werden. Dies war der erste Nachweis eines Grundbaustein des Lebens in einem Kometen und stützte die Hypothese der Panspermie, nach der Leben im Universum eher die Regel als die Ausnahme sei.
Die 72 Nahaufnahmen, die von Stardust gemacht wurden, zeigen einen Kometenkern mit rund 5 km Durchmesser und einer Albedo von 0,04. Seine raue Oberfläche ist mit flachen Mulden überzogen, deren Ränder aber steil und schroff sind. Neben sehr kleinen lassen sich auch bis zu zwei Kilometer große Strukturen erkennen. Man glaubt, dass diese Strukturen Einschlagkrater darstellen oder von ausströmenden Gasjets gebildet wurden. Während des Vorbeiflugs von Stardust waren mindestens zehn Gasjets aktiv.